# Burnhaupt-le-Bas
Burnhaupt-le-Bas é uma comuna francesa na região administrativa de Grande Leste, no departamento Alto Reno. Estende-se por uma área de 11,84 km². Em 2010 a comuna tinha 1 945 habitantes (densidade: 164,3 hab./km²).